# Virgin Radio (Italia)
Virgin Radio è un'emittente radiofonica italiana del gruppo RadioMediaset con sede a Milano in Largo Donegani, 1.
Virgin Radio è media partner di numerosi importanti eventi quali il campionato mondiale Superbike, EICMA, l'Harley-Davidson Legends On Tour, il Museo del Rock di Milano ed il contest di I Wanna Rock in collaborazione con Sony Music. Virgin Radio è sponsor dei più importanti concerti rock che si svolgono in Italia, tra cui quelli di Bruce Springsteen, AC/DC, Metallica, Soundgarden e di festival come Firenze Rocks, iDays, Heineken Jammin' Festival, Gods of Metal, Rock In IdRho e Sonysphere.
È l'ottava in classifica tra le radio nazionali più seguite.

## Storia
Il nome della stazione è lo stesso della storica Virgin Radio UK di Londra, radio che ha cessato le trasmissioni il 28 settembre 2008; queste sono state riprese il 30 marzo 2016 (la rinascita della storica radio è frutto di una partnership tra il gruppo Virgin e UTVMedia plc). Le trasmissioni di Virgin Radio Italia hanno avuto inizio alle ore 12:00 del 12 luglio 2007 sulle frequenze liberate da Play Radio, di cui Virgin Radio ha preso il posto in FM.
La nascita della nuova radio è avvenuta dopo la cessione da parte del gruppo RCS Broadcast - i cui tre soci sono RCS MediaGroup SpA, Radio & Reti SrL e Alberto Zeppieri (unica persona fisica e unico dei soci fondatori ancora a libro soci) - principale azionista di Play Radio, del marchio e delle frequenze al gruppo Finelco (già proprietario di Radio 105 e Radio Monte Carlo) di Alberto Hazan; la RCS ha poi rilevato una parte minoritaria delle quote di Gruppo Finelco. L'accordo tra Gruppo Finelco e Virgin Group è stato finalizzato l'8 giugno 2007 a Londra tra Alberto Hazan, presidente di Finelco, e Richard Branson, presidente di Virgin Group. Una lettera di intenti era già stata scambiata fra i due gruppi nel dicembre 2006.
La radio trasmette, con lo slogan style rock, 24 ore su 24 solo musica rock internazionale. Erano presenti anche spazi dedicati alla storia del rock curati da Paola Maugeri, già volto noto di MTV Italia, chiamati Music History, scaricabili anche in podcast dal sito internet, mentre gli interventi di presentazione dei brani erano registrati da Andrea Toselli e Sophia Eze. Sono presenti 7 appuntamenti giornalieri con le notizie.
Le trasmissioni sono iniziate con un jingle speciale realizzato da Marco Mazzoli di Radio 105. In questo jingle veniva fatta un'introduzione alla nascita della radio, spiegando che, da un'analisi delle emittenti concorrenti e della musica degli ultimi 50 anni trasmessa dalle radio, ci si fosse accorti che in Italia mancasse una radio nazionale esclusivamente rock. Il jingle proseguiva con un pezzo estratto dal celebre film statunitense School of Rock. Questo jingle veniva rimandato in onda saltuariamente allo scoccare di un'ora precisa.
Il primo pezzo, messo in onda alle ore 12:00 del 12 luglio 2007, è stato What a Wonderful World, la cover punk di Joey Ramone del pezzo di Louis Armstrong, presente nel suo album postumo Don't Worry About Me.
L'emittente è stata sponsor, nella stagione 2007-08, del Life Volley Milano di Milano, squadra di pallavolo militante nella Serie A2 del campionato nazionale. Nella stagione 2009-2010 è media partner della squadra di volley femminile Spes Volley Conegliano di Conegliano che milita nella Serie A1 del campionato nazionale.
Nel 2008 è stato lanciato il sito dell'emittente con l'intento di creare un gruppo di ascoltatori legati alla radio e al brand Virgin.
Nel 2012, da un accordo tra Fiat Group Automobiles e Virgin Radio nasce la Fiat Punto VIRGIN Radio, versione con sistema audio potenziato dell'utilitaria italiana.
Nel 2016 la trasmissione Rock Bazar riceve il premio speciale Targa Mei Musicletter come miglior programma radiofonico dell'anno.
Nel febbraio 2018 parte il progetto Rock Ambassador, con l'intento di diffondere l'attitudine rock attraverso il messaggio di una specifica rockstar. L'ultimo "ambasciatore del rock" finora è stato David Gilmour.
Tra il 2020 e il 2021 sono stati trasmessi per la prima volta dei programmi internazionali, nello specifico From My Home to Yours condotto da Bruce Springsteen; Foo Fighters Medicine at Midnight Radioshow, condotto da tutti i membri della band; Nights with Alice Cooper, condotto da Alice Cooper.

## Personale

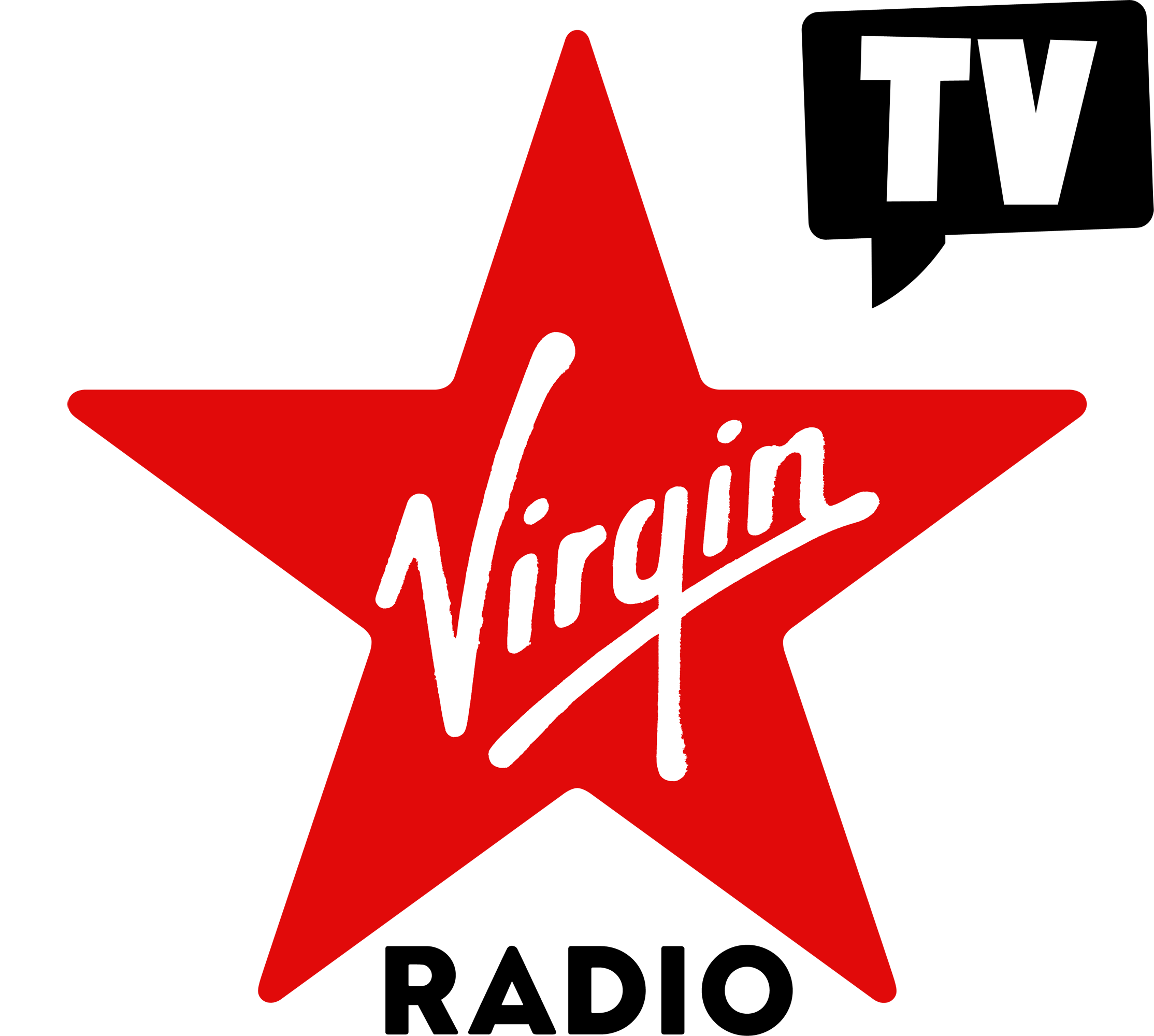
Logo Virgin Radio TV

Station manager dell'emittente è stato nominato Francesco Migliozzi, ex direttore dei programmi di RDS, DJ Ringo (storica voce di Radio 105 e Radio RockFM) ha avuto invece l'incarico di direttore artistico. Marco Biondi, Alex Benedetti (fino alla sua scomparsa nel febbraio 2025) e Pier Filippo Colombi si occupano della parte musicale e della programmazione. Le voci ufficiali sono invece quelle di Sophia Eze e Massimo Braccialarghe.

## Virgin Radio TV
Virgin Radio TV è un canale televisivo italiano, nato nel 2010, che propone musica rock, in compagnia dei disc jockey conosciuti sulle frequenze di Virgin Radio. Dal 2021, il canale inizia a trasmettere in radiovisione alcuni programmi: Revolver, Personal Giulia, Morning Glory e Virgin Generation (quest'ultimo da novembre 2022). Da febbraio 2024 anche i programmi condotti del weekend vengono trasmessi in simulcast. Dal 3 febbraio 2025 si aggiungono anche Rock and Talk, Best Rock 500, il Free Rock immediatamente successivo e All Nite Rock, portando il canale in simulcast quasi totale con la radio (esclusi Virgin Motel, Virgin Rock Live, Rock Party e gli speciali Best Rock).

## Programmi

### Attualmente in onda
- Free Rock spazio musicale di durata variabile, senza interventi dei conduttori, con musica rock sia del passato sia del presente.
- Revolver, programma in onda dal 2 febbraio 2009, precedentemente trasmesso su Radio 105. Dal 15 febbraio 2021 è trasmesso in simulcast radio-tv. Conduce DJ Ringo.
- Virgin Classics, spazio musicale della durata di una canzone dedicato alla musica rock del passato.
- Rock Party, spazio musicale dalla durata di tre ore dedicato alla musica rock in generale da ballare (vengono trasmessi, tra gli altri, brani rockabilly, hard rock e punk rock), in onda ogni venerdì e sabato.
- Virgin Generation, trasmissione in onda dal 30 novembre 2009, condotta da Andrea Rock (in passato condotto in coppia con Giulia Salvi e, nel 2019 e 2020, con Alteria). Dal 7 novembre 2022 viene trasmesso in simulcast su Virgin Radio TV. Dal 9 gennaio 2023 il programma è condotto in coppia con Melissa Greta.[7]
- Personal Giulia, programma condotto da Giulia Salvi. Dal 19 aprile 2021 è trasmesso in simulcast radio-tv.
- Virgin Motel, trasmissione notturna in onda dal 27 marzo 2008. Condotta da Ottaviano Blitch, dal luglio 2010 cambia format e trasmette solo musica e qualche frase registrata di Fabrizio Vidale (Johnny J Douglas).
- Virgin Rock Live, spazio musicale della durata di un'ora in cui vengono trasmessi esclusivamente brani dal vivo.
- Rock & Talk, trasmissione mattutina condotta da Maurizio Faulisi (una delle voci storiche di Radio RockFM), Francesco Allegretti  e Antonello Piroso,  apre la programmazione giornaliera della radio. Da febbraio 2025 è trasmesso in simulcast su Virgin Radio TV.
- Morning Glory, programma mattutino condotto da Alteria, in onda dal 5 ottobre 2020. Dal 26 aprile 2021 è trasmesso in simulcast radio-tv.
- Breakfast In Rock, condotto nel weekend da Viola.[8]
- Rockin' Weekend è la trasmissione condotta in alternanza da Adriana Cristiano e Ketty Passa, in onda il weekend.
- Best Rock, programma in onda solo in occasione dell'uscita di un album, di un anniversario o di un particolare evento. A seconda della band di cui si parla i DJ cambiano.
- Best Rock 500 spazio musicale dalla durata di un'ora, due nel weekend, dedicato ai brani più importanti della storia del rock.[9] Dal 3 febbraio 2025 è trasmesso in simulcast su Virgin Radio TV.
- Long Playing Stories, rubrica condotta da Paola Maugeri, nella quale vengono analizzati gli album storici del rock. La serie è tornata in onda dal 16 gennaio 2023.[10]

### Non più in onda
- Music History, rubrica condotta da Paola Maugeri, in cui veniva spiegata la storia di gruppi rock attraverso canzoni o album.
- Virgin Investigation Bureau, rubrica andata in onda dal 26 maggio 2009 al 4 marzo 2012, con sei appuntamenti al giorno, svelava i segreti e i vizi dei grandi artisti del rock. Era condotta da Giovanni Battezzato nei panni dell'agente Malone e da Sophie Eze nei panni di una sua superiore.
- Virgin Radio On Tour, spazio in cui venivano annunciati gli eventi e concerti live in arrivo.
- Radiocomando spazio musicale della durata di una canzone selezionata fra tre brani dagli ascoltatori sul sito della radio. L'ultimo Radiocomando è andato in onda l'8 gennaio 2023.
- Radiocomando Total Control spazio musicale della durata di un'ora in cui gli ascoltatori avevano la possibilità di selezionare i brani da ascoltare all'interno di una playlist di un certo genere sul sito della radio. L'ultima puntata è andata in onda il 6 gennaio 2023.
- Nights with Alice Cooper, lo show di Alice Cooper. Andato in onda dal 1º maggio 2021 al 25 dicembre 2021.
- Tommy Goes To Rock, trasmissione condotta da Tommy (Thomas Damiani), in cui venivano trasmessi esclusivamente brani hard rock. L'ultima puntata andò in onda il 5 gennaio 2019.
- Tommy Be Good, programma condotto da Tommy (Thomas Damiani) trasmesso durante il weekend in cui venivano analizzate le classifiche più importanti della scena rock mondiale. L'ultima puntata andò in onda il 6 gennaio 2019.
- Paola is Virgin, trasmissione condotta da Paola Maugeri. Dopo 4 anni nella fascia mattutina, dal 4 ottobre 2020 vede il suo spostamento a quella serale nel weekend, diventando "Paola Is Virgin at Night". L'ultima puntata è andata in onda il 18 dicembre 2022.
- Rock Bazar, eccessi e follie dei grandi artisti del rock, raccontate da Massimo Cotto. In onda dal 5 marzo 2012. Dal 2020 la serie continua attraverso podcast sul sito dell'emittente.
- Rock in Translation trasmissione condotta da Giulia Salvi, in cui venivano tradotti e spiegati i brani rock più importanti. Dal 2020 la serie continua attraverso podcast sul sito dell'emittente.
- I weekenders trasmissione condotta da Thomas Damiani e Roger Mantovani nel weekend dal 2014.
- Contemporary Rock, spazio musicale della durata di una canzone in cui veniva trasmesso un pezzo rock contemporaneo.
- The Rocket, programma condotto da Marco Biondi in cui veniva annunciato il disco novità più bello nell'arco di una settimana.
- Virgin Rock Cafè, breakfast show condotto nel 2014 da Vittoria Hyde e Omar Fantini.
- Virgin Rock 20, la classifica ufficiale di Virgin Radio, condotta da Vittoria Hyde.
- Extra Virgin, programma della durata di un'ora in cui venivano ospitati gruppi o cantanti in occasione di eventi importanti come l'uscita di un nuovo album o un concerto. Conduceva Marco Biondi.
- Absolute Beginners, programma condotto da Carlo Massarini, in cui veniva presentato un brano risalente alle origini del rock.

## Ascolti
Alla sua prima rilevazione Audiradio, Virgin Radio ha totalizzato nel giorno medio 1.651.000 ascoltatori relativamente al primo bimestre 2008.
I dati relativi al secondo bimestre 2008 invece fanno registrare un leggero calo nell'ascolto nel giorno medio che risulta pari a 1.607.000 ascoltatori.
I dati del terzo e quarto bimestre 2008 la posizionano a 1.806.000 ascoltatori (+79.000 nel quarto bimestre 2008).
I dati del quarto bimestre 2009 registrano 1.872.000 ascoltatori nel giorno medio ieri.
I dati dell'anno 2010 registrano 1.957.000 ascoltatori nel giorno medio ieri.
I dati dell'anno 2016 collocano Virgin Radio all'ottavo posto nella classifica delle radio più ascoltate in Italia, grazie ai 2.369.000 ascoltatori medi al giorno, con un incremento di 40.000 ascoltatori rispetto al 2015.